# Пелагий I
Пелагий I (лат. Pelagius PP. I; ? — 4 марта 561) — папа римский с 16 апреля 556 года по 4 марта 561 года.

## Период до избрания
Пелагий происходил из благородной семьи, его отец Иоанн, возможно, был викарием одного из диоцезов, на которые была разделена Италия.
Пелагий сопровождал папу Агапита I в Константинополь и был назначен апокрисиарием (нунцием) Римской Церкви в этом городе.
Когда Вигилий, его предшественник, отправился в Константинополь по приказу императора Юстиниана I, Пелагий остался в Риме в качестве местоблюстителя Апостольского престола. В течение этого времени Тотила, король готов, осадил город, и Пелагий растратил своё состояние на помощь людям, страдавшим от голода, и пытался убедить короля провозгласить перемирие. Дипломатические усилия не удались, но, когда 17 декабря 546 года Тотила вошел в город, Пелагий встретил его в соборе Святого Петра и убедил пощадить жителей города, хотя сам город был разграблен.
После этого Пелагий вернулся в Константинополь, чтобы устроить мир между Тотилой и Юстинианом I. Здесь оказался втянут в спор папы и византийского духовенства по поводу "Трех глав". В результате Вигилий и Пелагий были отправлены в тюрьму по приказу императора. Папа в 555 году был освобожден и скончался на пути в Рим. После смерти папы Пелагий был освобожден из тюрьмы и также отправлен в Рим. Хотя при жизни Вигилия Пелагий спорил с императором по поводу "Трех глав", после возвращения в Рим и общения с западным духовенством он решил достичь компромисса с Юстинианом и принял его сторону. Это принесло ему поддержку Юстиниана на выборах в папы, и он был рукоположён 16 апреля 556 года. Репутация церкви на севере Италии, Галлии и в других местах Западной Европы сильно пострадала от этой ситуации, и преемникам Пелагия в 50-е годы пришлось потратить немало усилий, чтобы возместить ущерб.

## Понтификат
Пелагий выполнял функции посредника между Римом, Византией и германскими королевствами. После избрания он бойкотировался основной массой духовенства, которая считала его причастным к смерти папы Вигилия. Пелагий устроил торжественную процессию по Риму и в базилике Святого Петра перед всем народом произнес клятву, которой удостоверил свою невиновность.
В Галлии, занятой теперь франками, более чем где-либо его избрание встретило много противников, так что король Хильдеберт I запросил у папы символ веры, чтобы убедиться в его неприятии ересей. Ответ папы, впрочем, оказался очень уклончивым. Низкий авторитет папы даже позволил епископу Арелатскому открыто обвинить папу в предательстве.
Однако несмотря на все обвинения, Пелагий делал всё от него зависящее как от епископа Рима. Он старался бороться с бедностью и разрухой, в которую погрузился город после разграбления готами. Рим нуждался во всём, и "Прагматическая санкция" (Pragmatica sanctio pro petitione Vigilii), недавно обнародованная Юстинианом, предоставила папе гражданские функции по управлению финансами. На этом посту Пелагий, в частности, начал строительство базилики Святых Апостолов в Риме. Это может показаться нелогичным, но в городе, чьё население было в состоянии крайней бедности, как отмечает Грегоровиус, "строительство церквей давало беднейшим слоям населения работу и заработную плату...".
Гражданская работа Пелагия смягчила в целом мрачное наследие его понтификата и позволило ему сохранить власть, несмотря на все споры и сложность маневрирования между противоборствующими лагерями. При этом его неумелая полемика привела к расколу с епископствами Милана и Аквилеи, чьи епископы всё меньше считались с мнением папы.
Пелагий составил «Исповедание веры».

## Смерть
Пелагий I умер 4 марта 561 года, после четырёх лет, десяти месяцев и восемнадцати дней понтификата. Он был похоронен в базилике Святого Петра в Ватикане. Его эпитафия характеризует его как "ректора Апостольской веры", который в ужасное время заботился о Церкви и решил многие социальные проблемы.